# 화성 홍승인 고가
화성 홍승인 고가(華城 洪承仁 古家)는 대한민국 경기도 화성시 정남면 문학리에 있는 조선시대의 한옥이다. 1985년 9월 20일 경기도의 문화재자료 제74호로 지정되었다.

## 개요
경기도 지방 부농의 전통적인 주거 생활을 보여주는 가옥으로 안채와 사랑채가 모두 ㄱ자형이며, 전체로는 ㅁ자 평면을 이루고 있다.
안마당과 면하는 기단 부분을 계단처럼 3중으로 구성한 점이 특이하며, 사랑채 앞쪽으로 一자형의 행랑채가 있다. 9칸으로 구성된 행랑채 왼쪽에서 4번째 칸에 솟을대문을 두었다. 대문을 들어서면 오른쪽에 담장을 쌓아 행랑마당과 사랑마당을 나누고 가운데에 중문을 두었다. 사랑채에서 서쪽으로 꺾인 날개채에는 안마당으로 출입하는 별도의 문을 두었다.
안채는 가운데 2칸 대청마루를 중심으로 동쪽에 안방, 맞은 편에 건넌방을 두고 안방 앞쪽에 부엌을 두었다. 부엌 뒤쪽은 우물과 장독대 따위가 있는 뒤꼍으로 안방 부분에 쪽마루를 붙여 쉽게 출입할 수 있도록 배려했다.
사랑채는 앞면 7칸에 툇마루를 두었는데 구성이 특이하다. 2칸 대청을 중심으로 좌우에 1칸 방을 들이고 창호를 툇마루 바깥쪽에 달아 방 앞쪽에서는 툇마루가 복도처럼 되었다. 띠살창의 정교한 가공이 돋보이는 집이다.
지은 시기를 밝혀주는 자료는 없지만 사랑채에 사용된 부재나 가구의 수법 들로 미루어 19세기 말에 지은 것으로 보이며, 안채는 그보다 앞서 지은 것으로 보인다.

## 참고 자료
- 화성 홍승인 고가 - 국가유산청 국가유산포털